# 1542 a tudományban
Az 1542. év a tudományban és a technikában.

## Események
- Leonhard Fuch: Új füvészkönyv (a botanika egyik megalapozó műve)
- Az első gyógyszerészeti kézikönyv megjelenése.